# 昆山镇
昆山镇，是中华人民共和国安徽省芜湖市无为市下辖的一个乡镇级行政单位。

## 地理
位于无为县县城西南直线距离约45公里范围内，总面积107.6平方公里，人口三万多人（由于向其它城市移民和在外打工，实际常住人口远低于此数字）。
接近长江，距离长江最近处仅8公里左右。
东边和牛埠镇接壤，南部和西边为山区，最高处大约四五百米，属于大别山余脉，北边为洪巷乡，鹤毛乡和蜀山镇。

## 经济
农业为主，耕地面积接近3万亩，淡水湖和池塘面积约为3000亩，另外由于靠近山区，林业也有一定比例。
该乡有一些煤炭资源，在90年代通过小煤矿（仅有少数一两个国营煤矿，规模也较小）的方式挖掘较多（有的一个自然村拥有四五个小煤矿），一度促进了该地经济发展，使得该处的经济在周边较为领先，但是从1997年经济疲软开始，市场需求下降导致煤价下跌，小煤矿经营困难，逐渐倒闭，2003年之后，虽然煤价上升，但是国家对小煤矿审核严格，截止2012年底，全乡小煤矿基本完全倒闭。由于二十年左右的煤炭简单采掘历史，导致留下了不少员工矽肺的隐患。
自从2001年左右开始，该地区的主要经济收入从煤矿转为对外劳务输出，简称“打工”，很多年轻人在初中毕业之后（也有部分初中未毕业的）即出去打工，主要目的地是长三角的（年轻人最多的是苏州境内的服装厂，年长一点的主要是其它城市的工地），也有一些在外地做生意的组建移居工作所在城市。

## 教育
该地区只有幼儿园，小学和初级中学，小学之中最好的是前门小学，初中之中最好的是昆山初中，随着更多的人移居城市，这些学校逐渐面临着学生生源减少的困境，引起教师资源外流和教学质量下降的问题。

## 行政区划
昆山镇下辖以下地区：
石门村、涧李村、金墩村、汪田村、双河村、前河村、车门村、三公村、田甫村、莲花村和新华村。